# Gadiaba Kadiel
Gadiaba Kadiel of Kadiaba Kadiel is een gemeente (commune) in de regio Kayes in Mali. De gemeente telt 9900 inwoners (2009).
De gemeente bestaat uit de volgende plaatsen:
- Alana Massassi
- Fossé-Kaarta
- Gadiaba Boundounké
- Gadiaba-Dialla
- Gadiaba-Kadiel
- Gadiaba M’Bomoyabé
- Gourel–Céno–Dédji
- Sanbagoré